# Bành Dương
Bành Dương (chữ Hán giản thể: 彭阳县) là một huyện thuộc địa cấp thị Cố Nguyên, tỉnh Khu tự trị dân tộc Hồi Ninh Hạ, Cộng hòa Nhân dân Trung Hoa. Huyện này có diện tích 3241 ki-lô-mét vuông, dân số năm 1999 là 248.793 người. Mã số bưu chính là 756500. Huyện lỵ đóng ở trấn Bạch Dương. Huyện nông nghiệp Bành Dương có nông sản tiểu mạch là chủ yếu, những năm gần đây phát triển lâm nghiệp.